# التنمية الاقتصادية في الهند

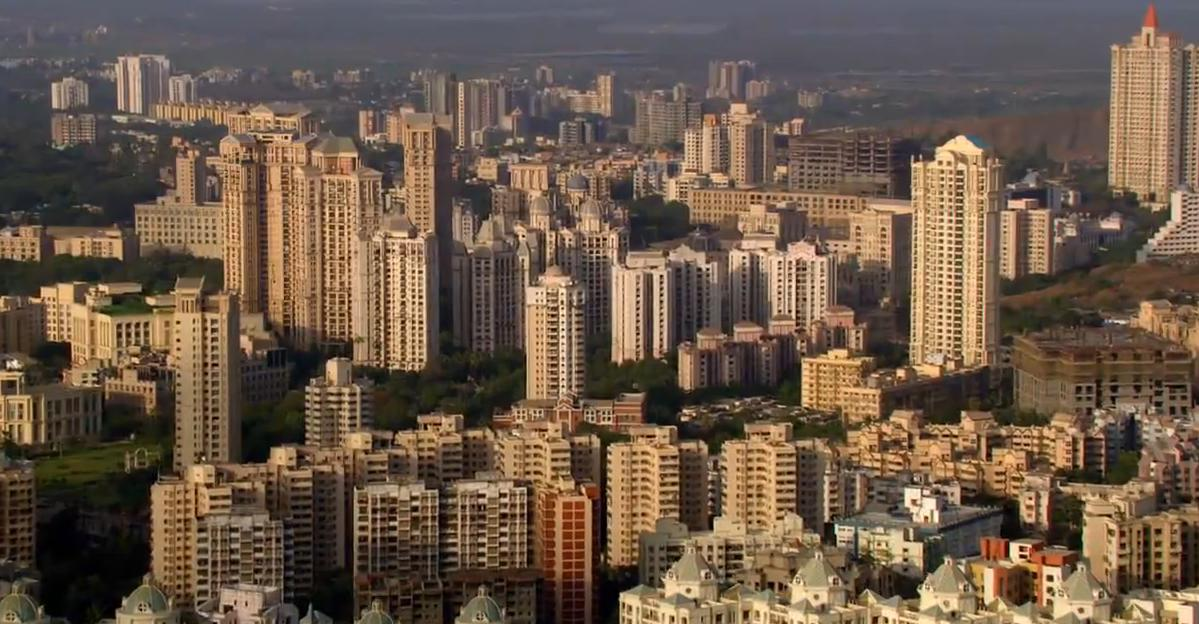

اتبعت التنمية الاقتصادية في الهند السياسيين الذين ألهمتهم الاشتراكية طيلة أغلب تاريخها المستقل، بما في ذلك ملكية الدولة لقطاعات عديدة، إذ ارتفع الناتج القومي للفرد في الهند بنحو 1% سنويًا فقط طيلة العقود الثلاثة التي تلت استقلالها. منذ منتصف ثمانينيات القرن العشرين، بدأت الهند تفتح أسواقها ببطء من خلال التحرير الاقتصادي. بعد إصلاحات أكثر جوهرية منذ عام 1991 وتجددها في العقد الأول من القرن الحادي والعشرين، تقدمت الهند نحو اقتصاد السوق الحر.
في أواخر العقد الأول من القرن الحادي والعشرين، بلغ النمو في الهند 7.5%، وهو ما من شأنه أن يضاعف متوسط الدخل في غضون عقد من الزمان. قال صندوق النقد الدولي إنه إذا ما مارست الهند المزيد من الإصلاحات الأساسية للسوق، فإنها قادرة على الحفاظ على المعدل بل وحتى الوصول إلى هدف الحكومة لعام 2011 والذي يبلغ 10%. تتحمل الولايات مسؤوليات كبيرة على اقتصاداتها. كان متوسط معدلات النمو السنوي (للفترة بين عامي 2007 و2012) في كل من كجرات (13.86%)، أو أوتاراخند (13.66%)، أو بهار (10.15%)، أو جهارخاند (9.85%) أعلى من معدلات كل من البنغال الغربية (6.24%) أو ماهاراشترا (7.84%) أو أوديشا (7.05%) أو بنجاب (11.78%) أو آسام (5.88%). تعد الهند سادس أكبر اقتصاد على مستوى العالم وثالث أكبر اقتصاد من حيث أسعار الصرف المعدلة وفقًا لتعادل القوة الشرائية. من حيث معدل دخل الفرد، فإنها تحتل المرتبة 140 في العالم أو المرتبة 129 من حيث تعادل القوة الشرائية.
كان النمو الاقتصادي مدفوعًا بتوسيع نطاق الخدمات التي كانت تنمو باستمرار بسرعة أكبر من القطاعات الأخرى. يقال إن نمط التنمية الهندية كان نمطًا محددًا وأن البلد قد يكون قادرًا على تخطي المرحلة المتوسطة التي يقودها التصنيع في تحول هيكله الاقتصادي. أثيرت مخاوف جدية بشأن طبيعة النمو الاقتصادي غير المنشئ للعمالة.
كان الأداء الاقتصادي الكلي المؤاتي شرطًا ضروريًا ولكنه غير كاف للحد بدرجة كبيرة من الفقر بين السكان الهنود. لم يرتفع معدل انخفاض الفقر في فترة ما بعد الإصلاح (منذ عام 1991). كانت التحسينات في بعض الأبعاد الأخرى غير الاقتصادية للتنمية الاجتماعية أقل مؤاتاة. يتمثل أكثر الأمثلة وضوحاً على ذلك في ارتفاع معدلات سوء التغذية بين الأطفال إلى مستويات غير عادية ومستمرة (46% في سنة 2005-2006).
يجري متابعة تقدم الإصلاحات الاقتصادية في الهند على نحو وثيق. يقترح البنك الدولي أن أهم الأولويات هي إصلاح القطاع العام، والبنية التحتية، والتنمية الزراعية والريفية، وإزالة لوائح العمل، والإصلاحات في الولايات المتأخرة، وفيروس نقص المناعة البشرية /الإيدز. في عام 2018، احتلت الهند المرتبة السابعة والسبعين في مؤشر سهولة ممارسة الأعمال. وفقًا لمؤشر الحرية الاقتصادية العالمي الذي يرتب دراسة سنوية عن الحرية الاقتصادية للدول، فإن الهند تحتل المرتبة 123 مقارنة بالصين وروسيا اللتين احتلتا المرتبتين 138 و144 على التوالي في عام 2014.
في مطلع القرن، بلغ الناتج المحلي الإجمالي للهند نحو 480 مليار دولار أمريكي. مع تسارع وتيرة الإصلاحات الاقتصادية، سجل الناتج المحلي الإجمالي في الهند نموًا بلغ خمسة أضعاف ليصل إلى 2.2 تريليون دولار أميركي في عام 2015 (وفقًا لتقديرات صندوق النقد الدولي).
بلغ نمو الناتج المحلي الإجمالي في الهند في عام 2015 خلال الفترة من يناير إلى مارس 7.5% مقارنة بنسبة 7% في الصين، ما يجعلها أسرع الاقتصادات نموًا. خلال السنة 2014-2015، سجل نمو الناتج المحلي الإجمالي في الهند انتعاشًا هامشيًا ليصل إلى 7.3% من 6.9% في السنة المالية السابقة. خلال السنة 2014-2015، نما قطاع الخدمات في الهند بنسبة 10.1%، وقطاع التصنيع بنسبة 7.1%، والزراعة بنسبة 0.2%. سجل الاقتصاد الهندي نموًا بلغ 7.6 و7.1 في السنتين الماليتين 2015-2016 و2016-2017 على التوالي، إذ أجريت إصلاحات كبيرة مثل سحب العملة من التداول، وتنفيذ ضريبة السلع والخدمات في السنة المالية 2016-2017. كان النمو الاقتصادي بطيئًا في السنة 2017-2018، وكان من المتوقع أن ينمو بمعدل 6.7 وينتعش بنسبة 8.2% في سنة 2018-2019.

## نبذة تاريخية
قبل استقلال الهند، من عام 1900 حتى عام 1947، انخفض معدل دخل الفرد في الهند أو ركد. بعد الاستقلال، استن جواهر لال نهرو سياسة اقتصادية قائمة على التصنيع لاستبدال الواردات. أكد نهج نهرو-ماهالانوبيس، الذي يشار إليه غالبًا بالخطة الخمسية الثانية، على تنمية الصناعات الأساسية والثقيلة كوسيلة لتعجيل النمو الاقتصادي. يشمل ذلك الفولاذ والنحاس والبتروكيماويات والورق والفحم والنفط. سعى ماهالانوبيس جاهدًا إلى وصول الهند إلى الحكم الذاتي، متخلصة من أي ديون مستحقة. اختلف النقاد مع هذا النهج، وذكروا أن ادعاء البنك الدولي بأن توقعات الصادرات الهندية منخفضة كانت زائفة، وأنه بسبب إستراتيجية انغلاق على الذات للهند، فقِدت فرصة النمو للاقتصاد العالمي. مع ذلك، فإن تسارع الهند في معدل دخل الفرد خلال الفترة 1950-1965، زاد بمعدل 1.7%، وهي قيمة لم يتم تجاوزها منذ ذلك الحين.
يتنازع خبراء الاقتصاد عادةً على المناقشات حول فعالية إستراتيجية نهرو-ماهالانوبيس. يؤكد انتقاد الموجه إلى هذا النهج على عدم تخصيص الموارد في قطاع الزراعة. يقال إن انعدام التوازن في الوزن نحو قطاع صناعة الآلات أسهَم في زيادة أسعار الحبوب الغذائية، وبالتالي في تفاقم الفقر وسوء التغذية. يزعم المدافعون عن هذه الاستراتيجية أنها تسعى إلى زيادة الناتج الزراعي من خلال زيادة نسبة الناتج إلى رأس المال. كان هذا ليتحقق على نحو لا يمكن تصوره من خلال الإصلاحات الزراعية، وهو ما لم تعالجه الاستراتيجية، ولم يشر إلى وجود مشكلة في الاستراتيجية ذاتها.

## الزراعة
تحتل الهند المرتبة الثانية على مستوى العالم في الإنتاج الزراعي. كانت الزراعة والقطاعات المرتبطة بها مثل التحريج وقطع الأشجار وصيد الأسماك تشكل 18.6% من الناتج المحلي الإجمالي في عام 2005، ووظفت 60% من إجمالي القوة العاملة، وبرغم الانحدار المستمر لحصتها في الناتج المحلي الإجمالي، لا تزال أكبر قطاع اقتصادي وتؤدي دورًا هامًا في التنمية الاجتماعية الاقتصادية الشاملة للهند. نمت غلة المحاصيل لكل وحدة من جميع المحاصيل منذ عام 1950، بسبب التركيز الخاص على الزراعة في الخطط الخمسية والتحسينات المطردة في الري والتكنولوجيا، وتطبيق الممارسات الزراعية الحديثة وتوفير الائتمان الزراعي والإعانات الزراعية منذ الثورة الخضراء.
تعد الهند أكبر منتج في العالم للحليب، والكاجو، وجوز الهند، والشاي، والزنجبيل، والكركم والفلفل الأسود. تضم أيضًا أكبر عدد من الماشية في العالم (193 مليون). تحتل المرتبة الثانية في إنتاج القمح والأرز والسكر والفول السوداني والأسماك الداخلية. تعد ثالث أكبر منتج للتبغ. تساهم الهند بما يعادل 10% من إنتاج الفواكه على مستوى العالم، محتلةً المرتبة الأولى في إنتاج الموز والسبوتة المألوفة، والمعروفة أيضًا بشيكو.
يقدَر أن يكون المستوى المطلوب للاستثمار في تطوير البنية التحتية للتسويق والتخزين والتخزين البارد؛ كبيرًا. نفذت الحكومة عدة خطط لزيادة الاستثمار في البنية التحتية للتسويق. تتضمن هذه المخططات بناء الانهيارات الريفية، وشبكة بحوث السوق والمعلومات، وتطوير/تعزيز البنية التحتية للتسويق الزراعي، والإدراج، والتوحيد المعياري.
تتمثل المشاكل الرئيسية في القطاع الزراعي، على النحو الذي أورده البنك الدولي، فيما يلي:
- يعوق الدعم الزراعي الكبير للهند؛ الاستثمار المعزز للإنتاجية.
- أدى الإفراط في تنظيم الزراعة إلى زيادة التكاليف ومخاطر الأسعار والارتياب.
- التدخلات الحكومية في مجالات العمل، والأراضي، وأسواق الائتمان.
- عدم كفاية البنية التحتية والخدمات.